# Ꝏ
Ꝏ (Minuskel: ꝏ) ist ein Buchstabe des Lateinischen Schriftsystems. Grafisch ist er aus einer Ligatur eines verdoppelten „O“ entstanden. Er wird als eigener Buchstabe nur in der seit dem 19. Jahrhundert ausgestorbenen Sprache „Massachusett“ verwendet und stellt ein langes U (uː) oder ein 'w' wie im Englischen „water“ dar. 
Er ist auch häufig in Handschriften anzutreffen, beispielsweise im Finnischen, wo er dann ein langes „o“ (IPA: ɔː, im Estnischen ein ɔˑ oder ɔː) bezeichnet. 
Unicode enthält Ꝏ am Code Punkt U+A74E  und ꝏ an Position U+A74F.
Der Buchstabe hat Ähnlichkeit zu einigen anderen Zeichen, zum Beispiel dem Unendlichzeichen (∞), dem genealogisches Zeichen für eine Heiratsverbindung ⚭ (Unicode U+26AD) oder der Ligatur œ. Zu dem Unendlichzeichen gibt es allerdings keinen gemeinsamen Ursprung.